# US Open 2010 (golf)

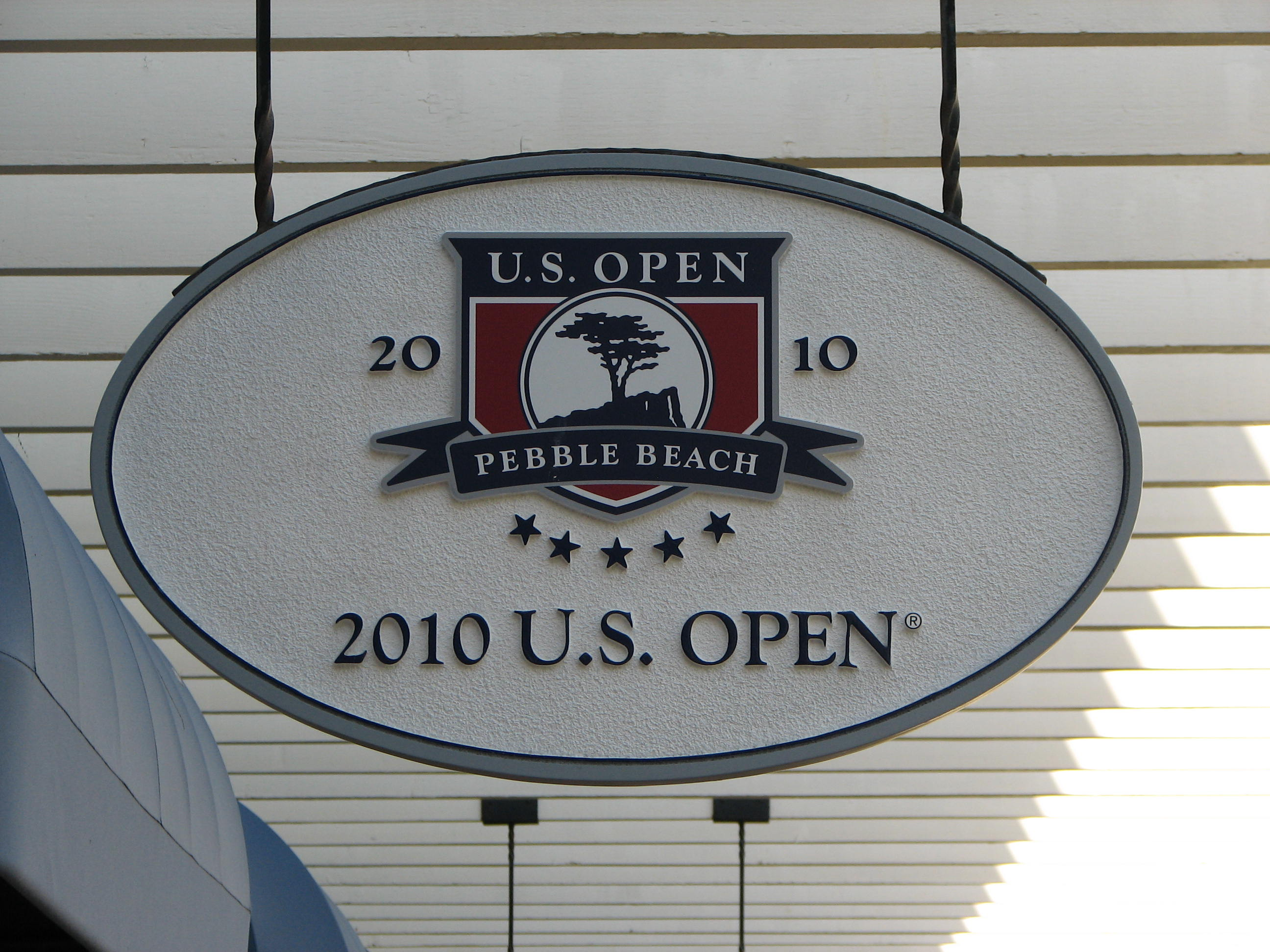
Het logo van de US Open 2010

Het 110e US Open (golf) werd gehouden van 17 tot 20 juni. Het kampioenschap werd gespeeld op de baan van de Pebble Beach Golf Links te Californië. Het was de vijfde keer dat het toernooi in Pebble Beach werd gehouden.
Winnaar werd Graeme McDowell, die daarmee als eerste Europese speler op Pebble Beach de US Open won, en ook voor de eerste Europese zege zorgde sinds 1970.
In 2019 zal het US Open weer op Pebble Beach worden georganiseerd.

## De scorekaart
| Hole   | 1   | 2   | 3   | 4   | 5   | 6   | 7   | 8   | 9   | Out  | 10  | 11  | 12  | 13  | 14  | 15  | 16  | 17  | 18  | In   | Totaal |
| ------ | --- | --- | --- | --- | --- | --- | --- | --- | --- | ---- | --- | --- | --- | --- | --- | --- | --- | --- | --- | ---- | ------ |
| Yards  | 380 | 502 | 404 | 331 | 195 | 523 | 109 | 428 | 505 | 3377 | 495 | 390 | 202 | 445 | 580 | 397 | 403 | 208 | 543 | 3663 | 7040   |
| Meters | 347 | 459 | 369 | 303 | 178 | 478 | 100 | 391 | 462 | 3087 | 462 | 357 | 185 | 407 | 530 | 363 | 363 | 190 | 497 | 3351 | 6438   |
| Par    | 4   | 4   | 4   | 4   | 3   | 5   | 3   | 4   | 4   | 35   | 4   | 4   | 3   | 4   | 5   | 4   | 4   | 3   | 5   | 36   | 71     |

## Verslag

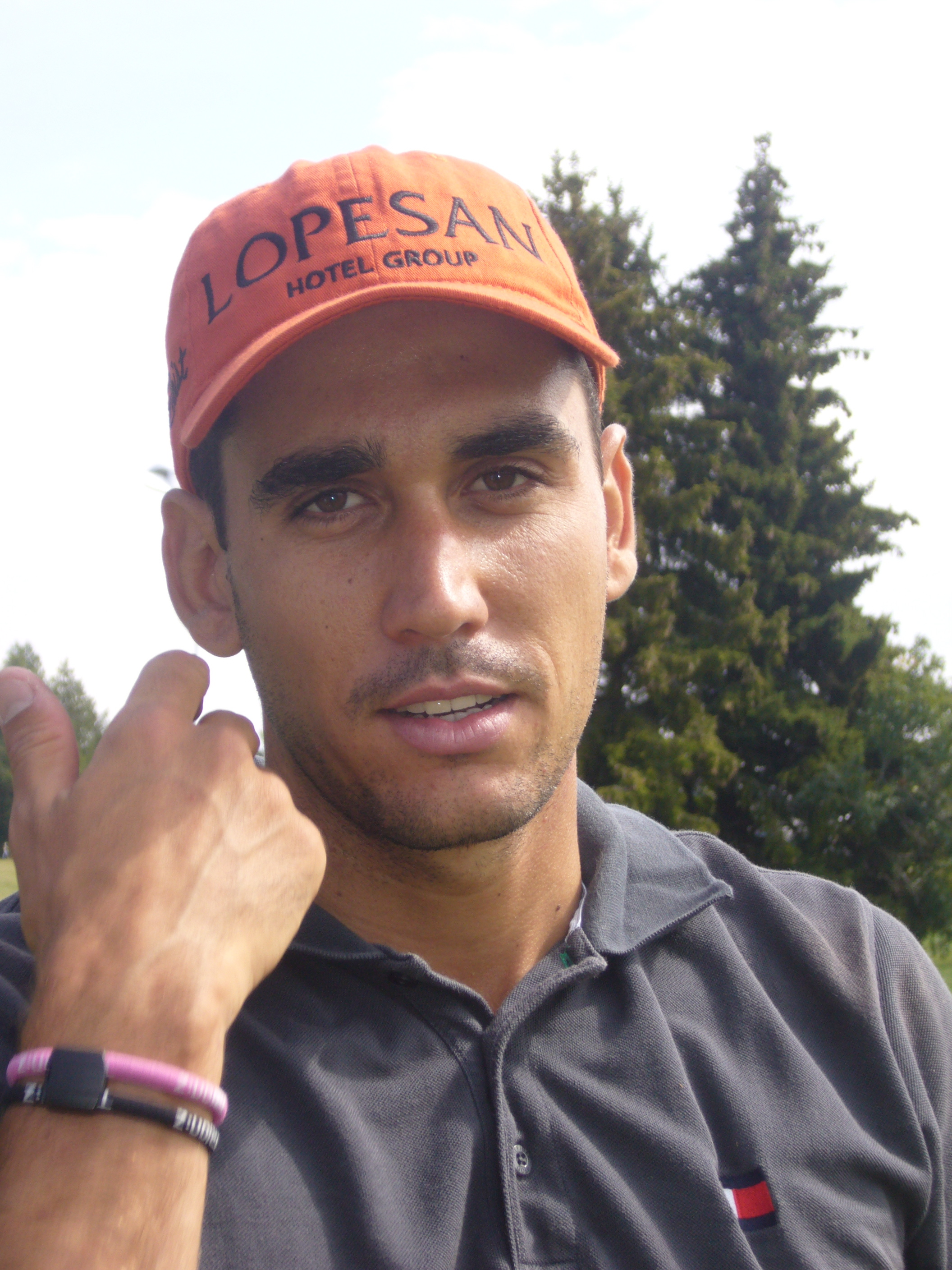
Rafael Cabrera Bello

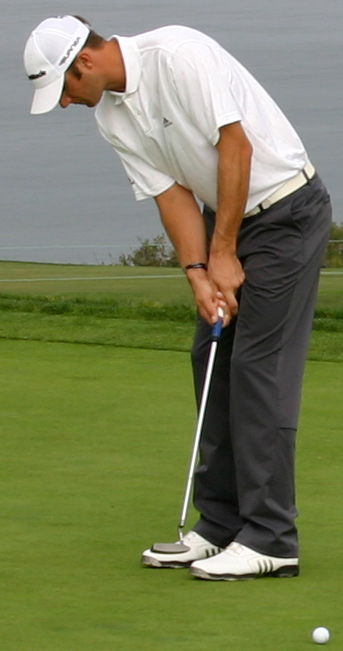
Dustin Johnson

### Ronde 1
18:00 uur: Het tijdverschil met Pebble Beach is acht uur, er wordt 's ochtends gestart om 7 uur, dan is het in Nederland en België 3 uur 's middags. De laatste partij van de middagronde start om 2.42 uur lokale tijd. Rafael Cabrera Bello, die als eerste op hole 10 afsloeg, staat op dit moment na 7 holes aan de leiding met −2 en deelt die plaats met Søren Kjeldsen die een half uur later op hole 1 is gestart.
21:00 uur: De eerste spelers zijn net binnen. Cabrera Bello staat met −1 op een gedeeld 5de plaats. Aan de leiding staan K J Choi, Mike Weir, Ian Poulter en David Toms, allen met −2 maar ze moeten nog een paar holes spelen.
De amateurs scoren slecht, maar Joseph Bramletts week kan niet meer stuk. De zondag ervoor studeerde de 22-jarige speler af bij de Stanford Universiteit, dinsdag speelde hij een oefenronde met Tiger Woods en nu speelt hij mee in het US Open.
23:00 uur: Steven Wheatcroft heeft net de leiding overgenomen en staat na 6 holes op −2.
07:00 uur: Vannacht hebben drie spelers de leiding overgenomen: Shaun Micheel, Paul Casey en Brendon de Jonge, die in 2008 zijn enige overwinning als professional boekte op de Nationwide Tour. Wheatcroft heeft +3 binnengebracht en staat 47ste.

### Ronde 2
20:00 uur: Graeme McDowell was de eerste speler die op −3 kwam en stond daarmee aan de leiding met nog vijf holes te spelen. Casey en Micheel hebben ruim tien holes gespeeld en staan niet meer onder par. Brendon de Jonge staat nog op −1 op een gedeeld tweede plaats. Alle spelers van de ochtendronde zijn nog in de baan.
23:00 uur: McDowell is klaar en staat met −3 nog steeds aan de leiding. Ernie Els heeft ook 68 gemaakt en staat met Dustin Johnston voorlopig op de 2de plaats met −1.
07:00 uur: Vannacht geeft Phil Mickelson, winnaar van de Masters eerder dit jaar, het toernooirecord van 66 op zijn naam gezet. Na deze ronde staat hij ook op de tweede plaats. Er staan maar vijf spelers onder par, en de cut staat op +7. Er zullen 83 spelers in het weekend meedoen, inclusief Tom Watson.

### Ronde 3
23:00 uur: Er werd vandaag om 9 uur (5:00 MET) gestart, de leiders slaan zeven uren later af. Davis Love III, die al twintig keer het US Open speelde, begon mooi met twee birdies en een eagle in de eerste vier holes. Drie bogeys en twee birdies verder kon hij zijn kaart ondertekenen met −3. Alleen Henrik Stenson staat ook −3, maar hij moet de moeilijkste 9 holes nog spelen. Tom Watson is binnen met een score van 70 en een totaal van +6. De laatste twintig spelers moeten nog starten.
07:00 uur: Er is een nieuwe leider, Dustin Johnson maakte ondanks twee bogeys een ronde van 66 en hij staat nu aan de top met drie slagen voorsprong op Graeme McDowell. Tiger Woods maakte zelfs drie bogeys maar toch 66 en staat nu op de derde plaats.

#### Ronde 4
01:00 uur: Leider Dustin Johnson verloor in de eerste vier holes al zes slagen en maakte op hole 7 weer een bogey, maar hij staat voorlopig nog op de 5de plaats. McDowell heeft een birdie op hole 5 gemaakt en staat nu aan de leiding. Tiger Woods staat al +3 na acht holes. Ernie Els staat na negen holes op −2 en is naar de 2de plaats geklommen. Gregory Havret is de enige andere speler die nog onder par staat. Davis Love III heeft de aanval doorgezet en staat na een eagle, twee birdies en een bogey op de 5de plaats samen met Duval.
07:00 uur: Johnson is verder in elkaar gestort en is met een dagscore van +11 binnengekomen. Graeme McDowell heeft met een laatste ronde van +3 toch gewonnen. Hij is geëindigd op level par, genoeg om als eerste Europeaan in veertig jaar deze major te winnen. Van het prijzengeld krijgt hij $1.350.000.
- Live Leaderboard

#### Eindstand

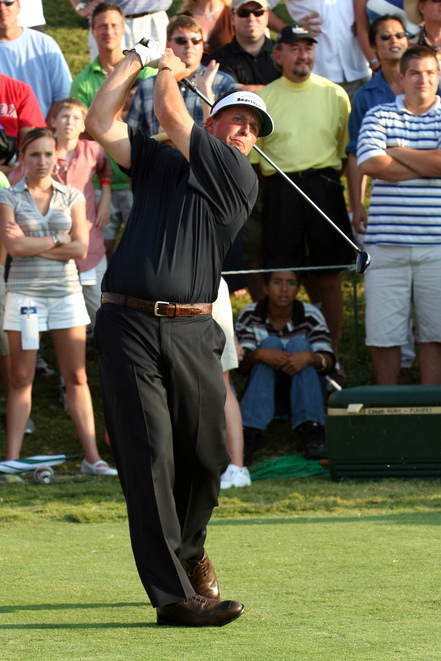
Phil Mickelson zet toernooirecord op 66

| Eindstand | Naam                 | Pro/AM | R1 | Score | Nr  | R2 | Score | Totaal | Nr  | R3 | Score | Totaal | Nr  | R4 | Score | Totaal |
| --------- | -------------------- | ------ | -- | ----- | --- | -- | ----- | ------ | --- | -- | ----- | ------ | --- | -- | ----- | ------ |
| 1         | Graeme McDowell      | pro    | 71 | par   | T10 | 68 | −3    | −3     | 1   | 71 | par   | −3     | 2   | 74 | +3    | par    |
| 2         | Grégory Havret       | pro    | 73 | +2    | T29 | 68 | −3    | −1     | T2  | 72 | +1    | par    | T4  | 72 | +1    | +1     |
| 3         | Ernie Els            | pro    | 73 | +2    | T29 | 68 | −3    | −1     | T2  | 72 | +1    | par    | T4  | 73 | +2    | +2     |
| T4        | Tiger Woods          | pro    | 73 | +2    | T29 | 68 | −3    | −1     | T2  | 66 | −5    | −1     | 3   | 75 | +4    | +3     |
| T4        | Phil Mickelson       | pro    | 75 | +4    | T66 | 66 | −5    | −1     | T2  | 73 | +2    | +1     | 6   | 73 | +2    | +3     |
| T6        | Davis Love III       | pro    | 75 | +4    | T66 | 74 | +3    | +7     | T59 | 68 | −3    | +4     | T4  | 71 | par   | +4     |
| T8        | Dustin Johnson       | pro    | 71 | par   | T10 | 70 | −1    | −1     | T2  | 66 | −5    | −6     | 1   | 82 | +11   | +5     |
| T22       | Shaun Micheel        | pro    | 69 | −2    | 1   | 77 | +6    | +4     | T47 | 75 | +4    | +8     | T30 | 72 | +1    | +9     |
| T33       | Brendon de Jonge     | pro    | 69 | −2    | 1   | 73 | +2    | par    | T26 | 77 | +6    | +6     | T16 | 77 | +6    | +12    |
| T33       | Ryo Ishikawa         | pro    | 70 | −1    | T2  | 71 | par   | −1     | T2  | 75 | +4    | +3     | T7  | 80 | +9    | +12    |
| T40       | Paul Casey           | pro    | 69 | −2    | 1   | 73 | +2    | par    | T6  | 77 | +6    | +8     | T16 | 78 | +7    | +13    |
| T47       | K J Choi             | pro    | 70 | −1    | T2  | 73 | +2    | +1     | T10 | 77 | +6    | +7     | T23 | 78 | +7    | +14    |
| T47       | Rafael Cabrera Bello | pro    | 70 | −1    | T2  | 75 | +4    | +3     | T16 | 81 | +10   | +13    | T70 | 72 | +1    | +14    |
| T47       | Ian Poulter          | pro    | 70 | −1    | T2  | 73 | +2    | +1     | T10 | 77 | +6    | +7     | T23 | 78 | +7    | +14    |
| T80       | Mike Weir            | pro    | 70 | −1    | T2  | 79 | +8    | +7     | T59 | 83 | +12   | +19    | T82 | 75 | +4    | +23    |

Gele vakjes geven de eerste plaats aan, groene vakjes geven het toernooirecord aan.

## Deelnemers
Golfers die aan de onderstaande criteria voldoen zijn direct geplaatst voor de US Open.
- De laatste 10 jaar een US Open gewonnen hebben.
- De 2 hoogst-geplaatste spelers van het US amateurkampioenschap, mits zij nog amateur zijn.
- De laatste 5 winnaars van de Masters.
- De laatste 5 winnaars van The Open Championship.
- De laatste 5 winnaars van de PGA Championship.
- De laatste 5 winnaars van de The Players Championship.
- De laatste winnaar van de US Senior Open.
- De 15 golfers die het hoogst eindigden tijdens de vorige editie.
- De 30 hoogst geplaatsten op de Amerikaanse PGA Tour in 2009.
- De 15 hoogst geplaatsten op de Europese PGA Tour in 2009.
- Alle spelers die zich kwalificeerden voor de The Tour Championship in 2009.
- Alle winnaars van meerdere Amerikaanse PGA Tour-toernooien sinds het einde van de US Open 2009 en het begin van de US Open 2010.
- De top 5 van de Europese PGA Tour op 24 mei 2010.
- De top 2 van de Japan Golf Tour in 2009, mits zij toen ook in de top 75 van de wereldranglijst stonden.
- De top 2 van de PGA Tour van Australasia in 2009, mits zij toen ook in de top 75 van de wereldranglijst stonden.
- De top 5 op de wereldranglijst op 24 mei 2010.
- De top 50 van de wereldranglijst op 24 mei 2010.
- Speciaal toegelatenen, geselecteerd door de United States Golf Association.

## De spelers
Er doen 156 spelers mee, onder hen Tom Watson, die het toernooi reeds dertig keer speelde, en 37 spelers die het US Open nog nooit speelden, exclusief de amateurs.
| - Ángel Cabrera (2007) - Rafa Echenique * - Steve Allan - Robert Allenby - Stuart Appelby - Aaron Baddeley - Marc Leishman * - Adam Scott - John Senden - Paul Sheenan * - Geoff Ogilvy (2006) - Terry Pilkadaris * - Michael Sim - Stephen Ames - Kent Eger * - Mike Weir - Hugo Leon * - Camilo Villegas - Soren Hansen - Søren Kjeldsen - Alex Cejka - Martin Kaymer - Gary Boyd * - Paul Casey - Brian Davis - Luke Donald - Simon Dyson - Ross Fisher - Simon Khan - Ross McGowan - James Morrison * - Ian Poulter - Matthew Richardson - Oliver Wilson - Lee Westwood - Vijay Singh - Mikko Ilonen * - Grégory Havret * - Jean-François Lucquin - Pádraig Harrington | - Arjun Atwal * - Edoardo Molinari - Francesco Molinari - Hiroyuki Fujita * - Yuta Ikeda * - Ryo Ishikawa * - Toru Taniguchi - Azuma Yano - Kaname Yokoo - K J Choi - Kenny Kim * - Seung-yul Noh * - Y E Yang - Michael Campbell (2005) - Gareth Maybin * - Graeme McDowell - Rory McIlroy - Rafael Cabrera Bello * - Sergio García - Miguel Ángel Jiménez - Pablo Martín - Alvaro Quiros - Thongchai Jaidee - Jason Allred - Eric Axley - Richard Barcelo * - Craig Barlow - Ricky Barnes - Matt Bettencourt - Stewart Cink - Erik Compton * - Ben Crane - Jon Curran * - Ben Curtis - Jason Dufner - David Duval - Bob Estes - Harrison Frazar - Fred Funk - Jim Furyk (2003) | - Robert Gates * - Brian Gay - Lucas Glover (2009) - Jason Gore - Paul Goydos - Travis Hampshire * - J J Henry - Jim Herman * - Kent Jones - Dustin Johnson - Zach Johnson - Erick Justesen * - Jerry Kelly - Matt Kuchar - Derek Lamely * - Tom Lehman - Justin Leonard - Davis Love III - Hunter Mahan - John Malinger - Steve Marino - Alex Martin * - Dan McCarthy * - Rocco Mediate - Phil Mickelson - Shaun Micheel - Ryan Moore - Kevin Na * - Sean O'Hair - Blaine Peffley - Kenny Perry - Jason Preeo * - John Rollins - Mark Silvers - Heath Slucum - Jerry Smith - Brandt Snedeker - Chris Stroud - Daniel Summerhays * - Hudson Swafford | - Steve Stricker - David Toms - Ty Tryon * - Bo Van Pelt - Scott Verplank - Charles Warren - Nick Watney - Tom Watson (1982) - Steven Wheatcroft * - Gary Woodland - Tiger Woods (2000, 2002, 2008) - Rhys Davies - Brendon De Jonge * - Ernie Els (1994, 1997) - David Frost - Retief Goosen (2001, 2004) - Trevor Immelman - Louis Oosthuizen * - Deane Pappas * - Rory Sabbatini - Charl Schwartzel - Mathias Grönberg - Peter Hanson - Rikard Karlberg * - Robert Karlsson - Henrik Stenson Amateurs - Byeong-hun An * - Bennett Blakeman * - Joseph Bramlett * - Russell Henley * - Morgan Hoffmann * - Scott Langley * - Ben Martin - Kevin Phelan * - Andrew Putman * - Hudson Swafford * |

N.B.
- * achter de naam van de speler geeft aan dat hij dit jaar zijn eerste US Open speelt
- Een jaartal achter de naam van de speler geeft aan dat hij het US Open in dat jaar won.

## Trivia
- Linkshandige spelers: Phil Mickelson en Eric Axley
- Zie ook: Europese PGA Tour 2010